# Iván Zaro
Iván Zaro Rosado (Madrid, 11 de abril de 1980) es un trabajador social, activista LGBT y escritor español. Es conocido por su experiencia en el ámbito de la prostitución masculina así como en la lucha contra el estigma del VIH. 

## Trayectoria profesional
Diplomado en Trabajo Social por la Universidad Complutense de Madrid, inició su andadura profesional en 2003, coordinando el Proyecto de Atención a la Prostitución Masculina en Fundación Triángulo. 
En 2007, dirigió el primer estudio sociológico sobre prostitución masculina en Madrid y en 2009 creó la primera muestra de arte y cultura frente al estigma del VIH, VIHvo! en la que colaboraron artistas como Paco León, Joan Crisol, Pedro Walter, Núria Roca, Topacio Fresh y Roberta Marrero. En una segunda edición de la muestra, en 2010, colaboraron también Sergi Margalef, Mónica Naranjo, Ana Duato, Verónica Forqué, Víctor Ullate, Eduardo Casanova, Cristian Gálvez y Soraya Arnelas, entre otros.
En 2011, funda,  junto con Teresa Navazo y Javier Vázquez, la asociación Imagina MÁS, organización sin ánimo de lucro que trabaja por la diversidad, la igualdad y la salud sexual.
No es hasta 2016 cuando publica su primer ensayo, La difícil vida fácil: doce testimonios de prostitución masculina (Punto de Vista Editores) con prólogo de Luis Antonio de Villena, en el que se exploran los diferentes escenarios y características de la prostitución masculina en España a través de testimonios reales de trabajadores del sexo.
En 2019, lanza su segundo libro, La vida a través del espejo, con prólogo de Rozalén, donde se aborda la historia del VIH y del estigma que le acompaña, de nuevo respaldado por testimonios de personas resilientes con VIH. 
La publicación de este último ensayo coincidió con el Día Mundial de la Lucha contra el Sida, tema sobre el que ha escrito diversos artículos y por el que aparece habitualmente en medios de comunicación en calidad de experto.

## Obras publicadas
- Zaro, I. (2016). La difícil vida fácil. Doce testimonios sobre prostitución masculina. Madrid: Punto de Vista. ISBN 978-84-16876-79-2.
- Zaro, I. (2019). La vida a través del espejo. Testimonios de resiliencia frente al VIH. Madrid: Punto de Vista. ISBN 978-84-16876-84-6.